# Обрі (Техас)
Обрі (англ. Aubrey) — місто (англ. city) в США, в окрузі Дентон штату Техас. Населення — 5006 осіб (2020).

## Географія
Обрі розташоване за координатами 33°18′7″ пн. ш. 96°58′57″ зх. д. / 33.30194° пн. ш. 96.98250° зх. д. (33.302002, -96.982600).  За даними Бюро перепису населення США в 2010 році місто мало площу 6,79 км², з яких 6,74 км² — суходіл та 0,05 км² — водойми.

## Демографія
Згідно з переписом 2010 року, у місті мешкало 2595 осіб у 927 домогосподарствах у складі 706 родин. Густота населення становила 382 особи/км².  Було 1017 помешкань (150/км²).
Расовий склад населення:
| - 89,8 % — білих - 1,1 % — корінних американців - 1,0 % — чорних або афроамериканців - 0,2 % — азіатів - 0,1 % — вихідців з тихоокеанських островів - 5,4 % — осіб інших рас |

До двох чи більше рас належало 2,4 %. Частка іспаномовних становила 11,9 % від усіх жителів.
За віковим діапазоном населення розподілялося таким чином: 30,9 % — особи молодші 18 років, 59,9 % — особи у віці 18—64 років, 9,2 % — особи у віці 65 років та старші. Медіана віку мешканця становила 32,1 року. На 100 осіб жіночої статі у місті припадало 89,4 чоловіків;  на 100 жінок у віці від 18 років та старших — 85,4 чоловіків також старших 18 років.
Середній дохід на одне домашнє господарство  становив 66 104 долари США (медіана — 60 000), а середній дохід на одну сім'ю — 72 731 долар (медіана — 70 313). Медіана доходів становила 48 333 долари для чоловіків та 37 656 доларів для жінок. За межею бідності перебувало 5,1 % осіб, у тому числі 5,1 % дітей у віці до 18 років та 0,0 % осіб у віці 65 років та старших.
Цивільне працевлаштоване населення становило 1444 особи. Основні галузі зайнятості: освіта, охорона здоров'я та соціальна допомога — 19,3 %, науковці, спеціалісти, менеджери — 15,0 %, роздрібна торгівля — 13,8 %.